# Kwantyzacja kolorów
Kwantyzacja kolorów – działanie polegające na zmniejszeniu liczby kolorów w obrazie rastrowym przy zachowaniu możliwie najwierniejszego ich odwzorowania. Ma na celu czytelną prezentację obrazów zawierających dużą liczbę kolorów (zwykle 16,8 miliona lub 65,5 tysiąca) na urządzeniach graficznych bądź w formatach plików zdolnych prezentować niewielką liczbę kolorów – np. karty graficzne VGA pozwalają wyświetlać tylko 256 kolorów, EGA zaledwie 16.
Algorytm kwantyzacji kolorów może działać dwojako:
- wyszukać optymalny zestaw kolorów,
- dopasować obraz wynikowy do z góry zadanego zestawu kolorów.

Często wraz z kwantyzacją używa się ditheringu, który poprawia postrzeganie wynikowego obrazu przez człowieka.
Większość współczesnych programów graficznych udostępnia opcję konwersji obrazów kolorowych na obrazy z kolorem indeksowanym o 256 lub mniejszej liczbie kolorów, umożliwia wskazanie pożądanej palety kolorów oraz pozwala na wybranie metody ditheringu. Funkcja ta używana bywa m.in. podczas konwersji plików graficznych do formatu GIF.